# Nini Theilade
Nini Theilade, född 15 juni 1915 på Java, Indonesien, död 13 februari 2018 i Hesselager i Svendborgs kommun på Fyn, var en dansk balettdansare och koreograf.
Theilades far var dansk och hennes mor hälften danska och hälften fransyska, "med lite polskt och indiskt inslag". Hon kom som 10-åring till Danmark och sändes redan vid 11 års ålder till Paris för dansutbildning där hon bland annat undervisades av Egorova Lubov. Under 1970-talet hade hon sin egen balettskola på landsbygden utanför Svendborg.

## Filmografi (urval)
- 1934 – Sången till henne
- 1935 - A Midsummernight's Dream
- 1974 - Hvor er Ulla Katrine?